# یان دوگوویچ

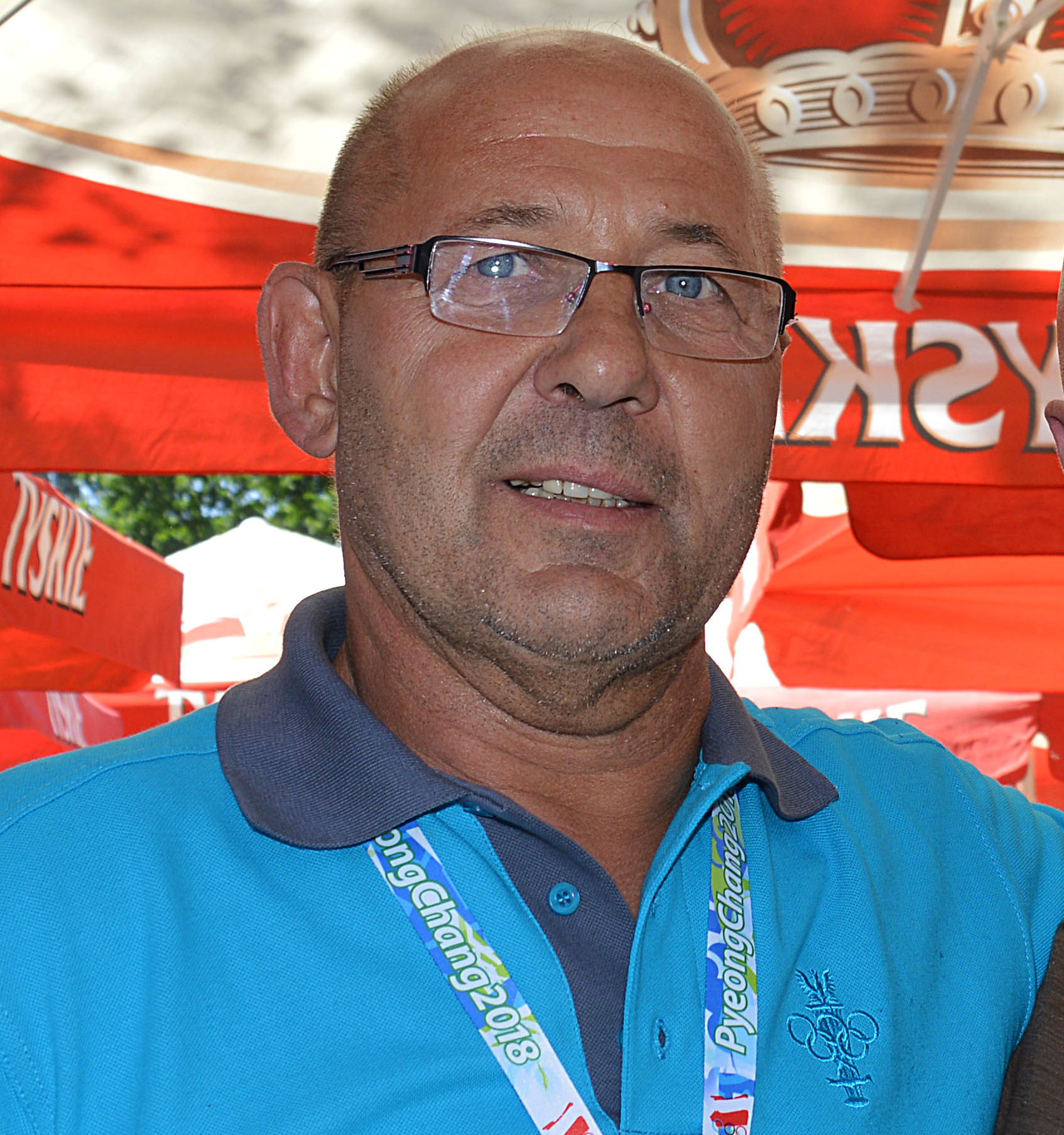
یان دوگوویچ - ۲۰۱۷

یان دوگوویچ (لهستانی: Jan Dołgowicz؛ زادهٔ ۲۱ دسامبر ۱۹۵۴) کشتی‌گیر اهل لهستان بود.